# Nagrada Paula Loicqa
Nagrada Paula Loicqa je nagrada v hokeju na ledu. Vsako leto jo Mednarodni hokejski hram slavnih podeli kateremu od hokejskih delavcev za njegov doprinos k mednarodni hokejski skupnosti. 
Nagrada se imenuje po Paulu Loicqu, ki je od leta 1927 do leta 1947 deloval kot predsednik Mednarodne hokejske zveze. 

## Dobitniki
- 1998 - Wolf-Dieter Montag
- 1999 - Roman Neumayer
- 2000 - Vsevolod Kukuškin
- 2001 - Isao Kataoka
- 2002 - Pat Marsh
- 2003 - George Nagobads
- 2004 - Aggie Kukulowicz
- 2005 - Rita Hrabcek
- 2006 - Bo Tovland
- 2007 - Bob Nadin
- 2008 - Juraj Okoličány
- 2010 - Lou Vairo
- 2011 - Jurij Koroljev
- 2012 - Kent Angus
- 2013 - Gord Miller
- 2014 - Mark Aubry
- 2015 - Monique Scheier-Schneider
- 2016 - Nikolaj Ozerov
- 2017 - Patrick Francheterre
- 2018 - Kirovs Lipmans
- 2019 - Jim Johannson
- 2020 - Zoltán Kovács